# (-)-イソピペリテノンレダクターゼ
(–)-イソピペリテノンレダクターゼ（(–)-isopiperitenone reductase）は、次の化学反応を触媒する酸化還元酵素である。
(+)-cis-イソプレゴン + NADP+ {\displaystyle \rightleftharpoons } (–)-イソピペリテノン + NADPH + H+
反応式の通り、この酵素の基質は(+)-cis-イソプレゴンとNADP+、生成物は(–)-イソピペリテノンとNADPHとH+である。
組織名は(+)-cis-isopulegone:NADP+ oxidoreductaseである。